# Sady (powiat płocki)
Sady – wieś w Polsce, położona w województwie mazowieckim, w powiecie płockim, w gminie Słubice.
W skład sołectwa Juliszew-Sady wchodzą wsie Juliszew i Sady.  
W latach 1975–1998 miejscowość należała administracyjnie do województwa płockiego.
Podczas powodzi 23 maja 2010 doszło do przerwania wału przeciwpowodziowego na Wiśle w Świniarach. Cała miejscowość została zalana i ewakuowana. 8 czerwca tego samego roku podczas drugiej fali powodziowej woda ponownie zalała miejscowość.